# Viaduto Otávio Rocha
O Viaduto Otávio Rocha é uma destacada obra de engenharia civil de Porto Alegre, capital do estado brasileiro do Rio Grande do Sul. Está localizado no centro da cidade, servindo como leito da Rua Duque de Caxias quando cruza por cima da Avenida Borges de Medeiros.

## História
As origens do viaduto remontam a 1914, quando o primeiro plano diretor da cidade previu a abertura de uma rua para ligar as zonas leste, sul e central de Porto Alegre, até então isoladas pelo chamado "morrinho". Contudo, sua construção só foi decidida em 1926, quando o intendente Otávio Rocha, em conjunto com o presidente do Estado, Borges de Medeiros, determinou a abertura efetiva da atual Avenida Borges de Medeiros. Tal decisão exigiu um rebaixamento considerável no terreno, interrompendo o curso da Rua Duque de Caxias e obrigando a criação de uma via elevada para reconstituir sua passagem.
Em 1927 foi aprovado um projeto dos engenheiros Manoel Barbosa Assumpção Itaqui e Duilio Bernardi, e no ano seguinte começaram as desapropriações necessárias. Para realização da empreitada foi aberta uma concorrência, vencida pela Companhia Construtora Dyckerhoff & Widmann. Foi entregue à população em 1932.

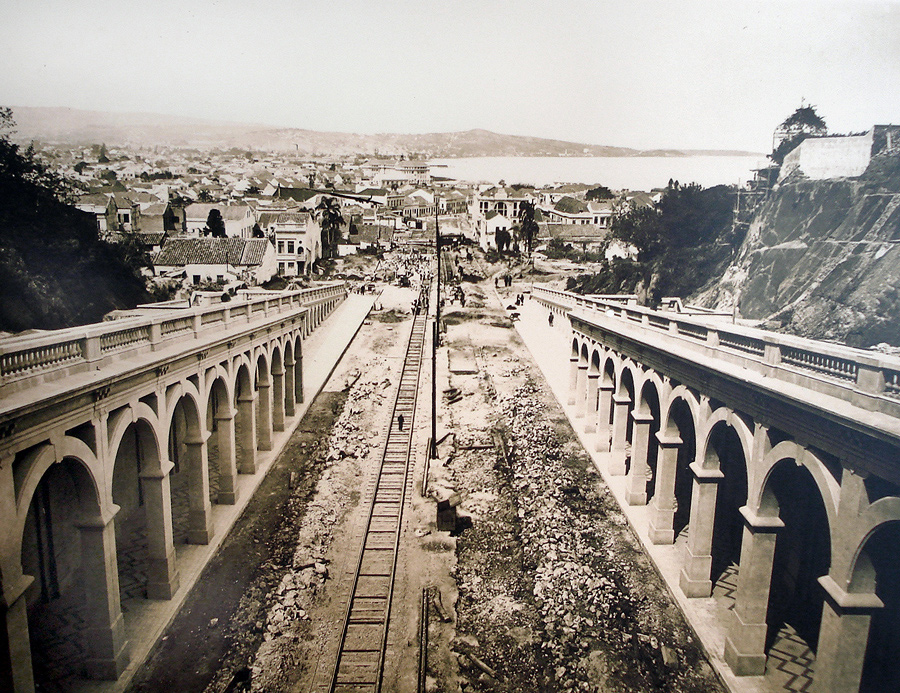
Abertura da Avenida Borges de Medeiros e construção do Viaduto Otávio Rocha. Foto da década de 20 no acervo do Museu Joaquim Felizardo.

O viaduto é uma estrutura de concreto armado com três vãos. No centro, ao nível da avenida, existem dois pórticos transversais com dois grandes nichos, onde há grupos escultóricos criados por Alfred Adloff. Em ambos os lados da Avenida Borges foram levantadas amplas escadarias de acesso até o nível do viaduto, sustentadas por grandes arcadas, debaixo das quais existe uma série de pequenos estabelecimentos comerciais e instalações sanitárias. Os parapeitos das rampas e do viaduto possuem uma balaustrada decorativa.
Cada passeio é revestido por mosaicos de cimento, e o revestimento é de reboco de pó de granito, imitando pedra aparelhada. Desde sua construção o Viaduto Otávio Rocha é um importante ponto de referência de Porto Alegre. Suas características arquitetônicas, bem como sua relevância sócio-cultural, levaram o município a inscrevê-lo no Livro Tombo sob o número 26, em 31 de outubro de 1988.
Entre 2000 e 2001 foi completamente recuperado, e com a reforma todas as 36 lojas foram revitalizadas, ganhando novos pisos, esquadrias e instalações elétrica, hidráulica e telefônica. No entanto, o viaduto ainda sofre com ações de vandalismo e depredação, além do fato da avenida ser uma das vias porto-alegrenses com o maior número de roubos a pedestres.

### Lei 10.541 de 2008
Após a promulgação da LEI Nº 10.541, de 19 de setembro de 2008, o espaço público superior do Viaduto Otávio Rocha passou a denominar-se "Passeio das Quatro Estações". Cada uma das quatro escadarias passou a ser identificada em placas denominativas por uma estação do ano: 
- Passeio Verão - com início na Rua Jerônimo Coelho e fim na Rua Duque de Caxias, lado direito do Viaduto, no sentido norte-sul;

- Passeio Outono - com início na Rua Jerônimo Coelho e fim na Rua Duque de Caxias, lado esquerdo do Viaduto, no sentido norte-sul;

- Passeio Inverno - com início na Rua Duque de Caxias e fim na Rua Coronel Fernando Machado, lado direito do Viaduto, no sentido norte-sul; e

- Passeio Primavera - com início na Rua Duque de Caxias e fim na Rua Coronel Fernando Machado, lado esquerdo do Viaduto, no sentido norte-sul.